# Podaucheniellus bipalaris
Podaucheniellus bipalaris is een hooiwagen uit de familie Assamiidae.